# استان سومی
استان سومی (به اوکراینی: Сумська область) واقع در شمال شرقی اوکراین و از استان‌های این کشور می‌باشد. مرکز این استان شهر سومی است.

## شهرهای استان سومی

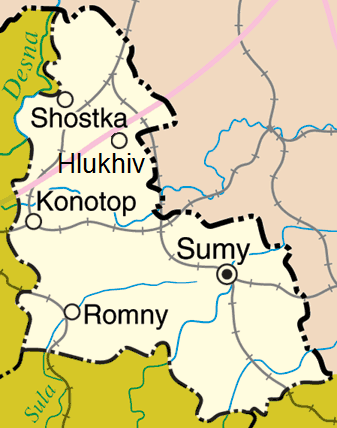

- سومی
- کونوتوپ
- شوستکا
- رومنی
- اوختیرکا
- هلوخیف
- لبدین
- کرولوتس
- تروستیانتس
- بیلوپیلیا
- پوتیول
- بورین
- ووروژبا
- سردینا-بودا
- دروژبا